# Ron Cephas Jones
Ron Cephas Jones (Paterson (New Jersey), 8 januari 1957 – 19 augustus 2023) was een Amerikaans acteur. 

## Biografie
Jones doorliep de high school aan de John F. Kennedy High School in zijn geboorte plaats Paterson (New Jersey), en studeerde in 1978 af aan de Ramapo College in Mahwah. Tijdens zijn studietijd aan Ramapo studeerde hij eerst jazz, maar veranderde later naar theaterwetenschap. Na zijn afstuderen verhuisde hij naar Los Angeles waar hij voor vier werkte als buschauffeur in het openbaar vervoer. Na deze tijd leefde hij in San Francisco, Arizona en New Orleans en settelde zich toen in 1985 in New York. Jones is getrouwd met een Britse jazz-zangeres met wie hij een dochter kreeg, actrice Jasmine Cephas.  

## Carrière
Jones begon in 1994 met acteren in de film Murder Magic, waarna hij nog meerdere rollen speelde in films en televisieseries. Zo speelde hij in Luke Cage (2016-2018), Law & Order: Organized Crime (2021-2022) en This Is Us (2016-2022). 
Jones overleed op 66-jarige leeftijd als gevolg van een langdurige longaandoening.

## Filmografie

### Films
Uitgezonderd korte films.
- 2019 Dolemite Is My Name - als Ricco
- 2019 Live and Let Die - als Quarrel (stem)
- 2018 The Holiday Calendar - als Gramps
- 2018 Venom - als Jack
- 2018 Dog Days - als Walter
- 2014 Glass Chin - als Glass Chin
- 2014 National Theatre Live: Of Mice and Men - als Crooks
- 2013 Titus - als Titus
- 2012 Watching TV with the Red Chinese - als Little
- 2010 Ashes - als Floyd
- 2008 A Raisin in the Sun - als Willy Harris
- 2007 Across the Universe - als Black Panther
- 2006 Half Nelson - als mr. Dickson
- 2005 On the One - als Pug
- 2005 Carlito's Way: Rise to Power - als activist
- 2003 Word of Honor - als Ramon Detonq
- 2002 Paid in Full - als Ice
- 2000 Little Senegal - als Westley
- 1999 Sweet and Lowdown - als Alvin
- 1999 Double Platinum - als Jean Claude
- 1998 He Got Game - als bewaker Burwell
- 1996 Naked Acts - als Joel
- 1994 Murder Magic - als Buddy Dixon

### Televisieseries
Uitgezonderd eenmalige gastrollen.
- 2024 Genius - als Elijah Muhammad - 8 afl.
- 2019-2023 Truth Be Told - als Leander 'Shreve' Scoville - 28 afl.
- 2016-2022 This Is Us - als William Hill - 45 afl.
- 2021-2022 Law & Order: Organized Crime - als congreslid Leon Kilbride - 8 afl.
- 2022 Better Things - als Ron - 3 afl.
- 2021 Lisey's Story - als professor Roger Dashmiel - 5 afl.
- 2019 Looking for Alaska - als dr. Hyde - 8 afl.
- 2016-2018 Luke Cage - als Bobby Fish - 12 afl.
- 2016-2017 The Get Down - als Winston Kipling - 5 afl.
- 2015-2016 Mr. Robot - als Romero - 9 afl.
- 2015 Banshee - als Frazier - 2 afl.
- 2013 Low Winter Sun - als Eerwaarde Lowdown - 3 afl.

## Prijzen

### Primetime Emmy Award
- 2020 in de categorie Uitstekende Gastacteur in een Televisieserie met de televisieserie This Is Us - gewonnen
- 2019 in de categorie Uitstekende Gastacteur in een Televisieserie met de televisieserie This Is Us - genomineerd
- 2018 in de categorie Uitstekende Gastacteur in een Televisieserie met de televisieserie This Is Us - gewonnen
- 2017 in de categorie Uitstekende Gastacteur in een Televisieserie met de televisieserie This Is Us - genomineerd

### Black Reel Awards for Television
- 2022  in de categorie Uitstekende Gastacteur in een Televisieserie met de televisieserie This Is Us - genomineerd
- 2020  in de categorie Uitstekende Gastacteur in een Televisieserie met de televisieserie This Is Us - genomineerd
- 2019  in de categorie Uitstekende Gastacteur in een Televisieserie met de televisieserie This Is Us - genomineerd
- 2018  in de categorie Uitstekende Gastacteur in een Televisieserie met de televisieserie This Is Us - gewonnen
- 2017  in de categorie Uitstekende Gastacteur in een Televisieserie met de televisieserie This Is Us - gewonnen

### Screen Actors Guild Award
- 2018 in de categorie Uitstekend Optreden door een Cast in een Televisieserie met de televisieserie This Is Us - gewonnen

## TheaterwerkBroadway
- 2021-2022 Clyde's - als Montrellous
- 2014 Of Mice and Men - als Crooks
- 2011 The Motherfucker with the Hat - als Ralph D.
- 2004-2005 Gem of the Ocean - als Eli / Solly Two Kings